# Trialestes
Trialestes is een geslacht van uitgestorven Crocodylomorpha uit het Laat-Trias (Carnien), dat leefde in Zuid-Amerika. Het is in het verleden geclassificeerd als een dinosauriër omdat het is aangepast aan een landbewonende, rennende carnivore levenswijze. Het wordt tegenwoordig geclassificeerd in de Sphenosuchia, die vroege verwanten waren van krokodillen.

## Naamgeving
De typesoort Triassolestes romeri werd in 1963 benoemd door Osvaldo Alfredo Reig. De geslachtsnaam betekent 'triadische rover'. De soortaanduiding eert Alfred Romer. In 1978 merkte José Fernando Bonaparte op dat de geslachtsnaam al bezet was door de Australische libelle Triassolestes Tillyard, 1918 en gaf in 1982 Trialestes als vervangingsnaam.
Het holotype is PVL 2561, de rechteronderkant van een schedel en een dentarium plus fragmentarisch postcraniaal materiaal waarvan de wervels tegenwoordig kwijt zijn. Het is gevonden in mei 1961 in de Cancha de Bochas-afzetting van de Ischigualasto-formatie in het Ischigualasto-Villa Unión Basin in het noordwesten van Argentinië. Het paratype is PVL 2559, een postcraniaal skelet dat geen elementen met het holotype deelt en er op een afstand van zevenhonderd meter van gevonden werd. Het is dus dubieus dat het bij het hypodigma is ondergebracht. Een derde specimen, het postcraniaal skelet PVL 3889, is aan Trialestes toegewezen.

## Beschrijving
Trialestes is ongeveer twee meter lang. De onderkaak is eenentwintig centimeter lang.
Naar huidige inzichten zijn geen eenduidige autapomorfieën bekend.
De snuit is relatief kort. De schedel heeft een grote oogkas. De fenestra antorbitalis is lang en wordt geraakt door het jukbeen. Het bovenkaaksbeen is hoog onder de fenestra antorbitalis en steekt tot ver onder de oogkas. De voorste tak van het bovenkaaksbeen is hoog. De tak van het jukbeen onder de oogkas is kort en hoog. Het traanbeen is onderaan niet verbreed.
De onderkaak is relatief hoog met een verbrede naar boven gebogen voorste punt. De tanden zijn relatief groot.
De nekribben zijn kort en robuust. De ruggenwervels hebben uitgeholde zijkanten. Het schouderblad is robuust. Het heeft een opvallende richel richting acromion. De bovenste achterhoek van het schouderblad is afgerond. Een bult boven het schoudergewricht ontbreekt. Het ravenbeksbeen is niet verticaal verbreed. Het opperarmbeen heeft een lange en lage driehoekige deltopectorale kam. De onderarm is duidelijk langer dan de bovenarm. De ellepijp mist een processus olecrani. De onderste carpalia, dik en balkvormig, hebben lengterichels. Het radiale en ulnare zijn langwerpig. Het vierde middenhandsbeen is niet gereduceerd. Het derde middenhandsbeen is dikker dan het tweede.  Op het dijbeen heeft de vierde trochanter de vorm van een bultvormige verheffing. De enkel is crurotarsaal. Het hielbeen vormt een echte hiel. Er zijn vijf middenvoetsbeenderen die even lang zijn en de aanwezigheid van een dragende vijfde teen kan niet worden uitgesloten.

## Fylogenie
Reig plaatste Triassolestes in de Podekosauridae, indertijd de naam die aan de Coelophysidae gegeven werd. Hij herkende het postcraniaal skelet tijdens de preparatie als afkomstig van een of andere krokodilachtige en hij dacht dat het van Proterochampsa kwam en niet bij de schedel hoorde. Bonaparte begreep in 1970 dat ook de schedel krokodilachtig was en dus wel bij de postcrania hoorde.
Verwarrend is geweest dat het paratype PVL 2559, behalve dat het vermoedelijk helemaal niet bij Trialestes hoorde, ook nog eens een chimaera was, dus een combinatie van twee taxa. Het sprongbeen en de voet behoorden gezien de mesotarsale enkel duidelijk tot een of andere dinosauriër. Die stukken worden daarom wel aangeduid met het aparte inventarisnummer PVL 2559a. Het was door die enkel dat Reig dacht dat het om een dinosauriër ging want de schedel was niet zo speciaal dinosaurisch. Verschillende latere auteurs, zoals Keven Padian, hebben zich hierdoor laten misleiden om ook voor Trialestes als zodanig een positie in de Dinosauria aan te nemen.
Eenzelfde problemen heeft specimen PVL 3889 opgeleverd waarvan lang gedacht werd dat het een mesotarsale enkel bezat, een tridactyle middenvoet en een naar binnen gerichte dijbeenkop. Verder werd een doorboorde heupkom als een typisch dinosaurisch kenmerk gezien. Michael Mortimer wees er echter op dat ook basale Crocodylomorpha dit kenmerk bezitten en dat enkel, middenvoet en dijbeen zo sterk gerestaureerd zijn dat er geen definitieve conclusies over te trekken zijn. Irmis, Nesbitt en Sues merkten in 2013 al op dat het holotype ondubbelzinnige crocodylomorfe synapomorfieën vertoont, terwijl PVL 3889 een of meer autapomorfieën met het holotype deelt, wat aangeeft dat het hetzelfde taxon vertegenwoordigt.
De verwantschappen van Trialestes met de Crocodylomorpha zijn onzeker. In 1984 benoemde Crush een eigen Triassolestia, basaal in de Crocodylia in ruime zin. Pas in 2016 werd een exacte kladistische analyse uitgevoerd. Die vond Trialestes binnen de Crocodylomorpha boven Carnufex, Pseudhesperosuchus, Dromicosuchus, Hesperosuchus en Sphenosuchus in de stamboom staan maar onder Terrestrisuchus, Dibothrosuchus, Litargosuchus en Kayentasuchus. Een meer basale positie is echter bijna even goed ondersteund.